# 66.ª Brigada Mixta (Ejército Popular de la República)
La 66.ª Brigada Mixta fue una unidad del Ejército Popular de la República que participó en la Guerra Civil Española. Nacida en el contexto de la Batalla de Madrid, tomó parte en la Batalla del Jarama y en los frentes de Guadalajara y Extremadura. 

## Historial
La brigada fue creada oficialmente el 29 de julio de 1936 a la vez de militarizarse las milicias del Quinto Regimiento y aquellas organizadas en las provincias de Toledo, Cuenca y Guadalajara, siendo destinada al frente de esta última. También se integraron en la brigada (en su 3er Batallón) unos 800 milicianos de la UGT de Soria, Navarra y La Rioja, colocando al mando de las mismas a oficiales profesionales. Tras unificar sus batallones, que andaban al mando de oficiales profesionales y estaban con mando separado, en una brigada más completa, se encomendó que su primer comandante fuese el mayor de milicias Joaquín Pérez Martín-Parapar, un ferroviario; el jefe de Estado Mayor, el oficial de milicias Sánchez; y el comisario político, Ernesto Antuña García. La unidad fue encuadrada en la 16.ª División del III Cuerpo de Ejército.
A mediados de enero de 1937 fue concentrada en Guadalajara, siendo preparada para una nonata ofensiva sobre Brunete.
Tras ser una unidad de reserva y relevo en la defensa de Madrid, tras un breve descanso en retaguardia, Alcalá de Henares y Guadalajara, es movilizada para intervenir como fuerza de tapón de las fuerzas regulares de Barrón y Buruaga, que avanzan imparables en las proximidades de La colina del Suicidio y Casa blanca. Intervino al final de la Batalla del Jarama atacando el 19 de febrero el cerro de El Pingarrón. Tras ganarse y perderse tres veces el cerro, la unidad queda diezmada y en primera línea, siendo eliminada toda una compañía al mando del capitán Ventura Monge que había ejercido de comandante accidental. El capitán sólo pudo resistir en las trincheras en espera de un apoyo que nunca llegó, recibiendo la orden del estado mayor de "No retirada", con peligro de consejo de guerra y pena de muerte. El periódico La Libertad se hará eco de su muerte días después.   
Tras esta batalla, se hizo juicio al comandante de la unidad Parapapar por la grave negligencia de perdidas humanas, así como un informe desfavorable a El Campesino por no apoyar a las fuerzas en el frente y saltarse y desobedecer las órdenes del alto mando de Miaja y Vicente Rojo. Pero por motivos de imagen y de falta de personal se decidió que se siguieran jugando la vida, en vez de haberse hecho lo que el reglamento demandaba. Regresó al frente situado en el Alto Tajuña, sosteniendo duros combates durante la ofensiva republicana, y la consiguiente contraofensiva franquista,  efectuadas en esta zona entre los días 14 de marzo, 22 de marzo, 31 de marzo y 16 de abril de 1938, en los que la brigada, procedente de la reserva, se encargó con éxito de la ofensiva en la zona central entre los días 2 y 6 de abril. Estos combates en torno a los municipios de Abánades y Sotodosos costaron muchas bajas a la brigada, siendo expedientado el comandante del 261.º Batallón, el mayor de milicias Juan Molina Aliaga, por disensiones con su comisario. 
El 15 de mayo de 1938 asumió el mando el comandante de Infantería Juan Andrés Vivó del Toro, que había sido teniente en el Regimiento Vizcaya n.º 12 de guarnición en Alcoy. En esos momentos, el comisario político de la brigada era Bienvenido Hernández García, militante del PSOE. La 66.ª Brigada Mixta retornó posteriormente al Frente de Madrid, estableciéndose en Villaconejos. En junio de 1938 se incorporó a la reserva del Ejército del Centro, en Loeches. El comandante Vivó fue reemplazado por el mayor de milicias José del Rey Hernández y asumió el cargo de comisario Francisco Testiliano. 
El 22 de julio de 1938 fue enviada al Frente de Extremadura, donde se integró en la División del Zújar, que posteriormente sería la 51.ª División. El 2 de agosto de ese año entró en primera línea de combate, intentando oponerse a la ofensiva franquista sobre Cabeza del Buey (Badajoz), sin conseguirlo. Se replegó desde las sierras Buitrera y Rinconada hasta ubicarse al sur del río Zújar. Más tarde efectuó un contraataque en el sector de Peñalsordo, ocupando el vértice de Peña Bermeja, aunque no logró su objetivo de ocupar los vértices de Almagrera, Peñón y Cabezuela. Tras esta batalla se retiró a Añora (Córdoba) para su reorganización. Mientras su División regresaba a Levante, la 66.ª Brigada Mixta permaneció como reserva en Extremadura hasta el final de la Guerra Civil. En febrero de 1939 sus mandos eran: comandante de la Brigada, mayor José del Rey Hernández; comisario político, Francisco Testiliano; comandante del 261.º Batallón, mayor Juan Molina Aliaga; comandante del 262.º Batallón, mayor Alberto Schemer; comandante del 263.º Batallón, mayor El Moreno; comandante del 264.º Batallón, mayor Manuel Ortiz.
Publicaba el periódico 66 Brigada Mixta: Portavoz de sus Combatientes.

## Mandos
- Capitán de milicias del cuerpo de Infantería Ventura Monge (julio de 1936 - mayo de 1937).
- Mayor de milicias del cuerpo de Ingenieros Joaquín Pérez Martín-Parapar (diciembre de 1936 – mayo de 1938).
- Comandante de Infantería Juan Andrés Vivó del Toro (mayo de 1938 – junio de 1938).
- Mayor de milicias José del Rey Hernández (junio de 1938 – marzo de 1939).